# Care Heights
Care Heights är en kulle i Antarktis. Den ligger i Västantarktis. Argentina, Chile och Storbritannien gör anspråk på området. Toppen på Care Heights är 1 500 meter över havet, eller 554 meter över den omgivande terrängen. Bredden vid basen är 7,2 km.
Terrängen runt Care Heights är kuperad åt sydväst, men åt nordost är den bergig. Trakten är obefolkad. Det finns inga samhällen i närheten.